# Magyarok Nagyasszonya-társszékesegyház
A Magyarok Nagyasszonya-társszékesegyház római katolikus templom Nyíregyházán, 1993 óta a Debrecen-Nyíregyházi egyházmegye társszékesegyháza, előtte Egri főegyházmegyés templom volt. A város főterén álló kéttornyú, neoromán stílusú templom Samassa József egri érsek fogadalmi temploma, aki 1902-es aranymiséje alkalmából ajándékozta Szabolcs vármegye székvárosának. Ő maga szentelte fel 1904. augusztus 20-án.